# 110294 Victoriaharbour
110294 Victoriaharbour este un asteroid din centura principală de asteroizi.

## Descriere
110294 Victoriaharbour este un asteroid din centura principală de asteroizi. A fost descoperit pe 25 septembrie 2001 la Observatorul Desert Eagle de William Kwong Yu Yeung. Asteroidul prezintă o orbită caracterizată de o semiaxă mare de 2,68 ua, o excentricitate de 0,02 și o înclinație de 13,4° în raport cu ecliptica.